# オーランド・ロビンソン
オーランド・ラモン・ロビンソン・ジュニア（Orlando Lamon Robinson Jr., 2000年7月10日 - ）は、アメリカ合衆国ネバダ州ラスベガス出身のプロバスケットボール選手。NBAのマイアミ・ヒートに所属している。ポジションはパワーフォワードまたはセンター。

## 経歴

### ハイスクール
高校1、2年目をラスベガスのセンテニアル高校、3年目をロサンゼルスのカテドラル高校、高校最終年をミドルブルックス・アカデミーで過ごした。オレゴン州立大学、ジョージア工科大学、ボイシ州立大学からもオファーを受けていたが、2018年10月11日にフレズノ州立大学に進学した。

### カレッジ
１年時に1試合平均12.2得点、6.6リバウンドを記録した。2年時には1試合平均14.6得点、9.2リバウンド2.1アシストを記録し、11試合ダブルダブルを達成した。また、このシーズンにはワイオミング大学との試合でキャリアハイの33得点11リバウンドをマークし、オールマウンテンウェスト・セカンドチームにも選出された。シーズン終了後に2021年のNBAドラフトへのエントリーを表明したが、同年7月2日にこれを取り下げ、大学3年目を迎えることを決めた。3年時にはオールマウンテンウェスト・ファーストチームに選出された。

### マイアミ・ヒート
2022年のNBAドラフトで指名されなかったが、2022年7月14日、マイアミ・ヒートと契約した。同年10月24日、ヒートの傘下チームであるNBAGリーグのスーフォールズ・スカイフォースのトレーニングキャンプに参加した。11月13日、ヒートとの契約がツーウェイ契約に移行した。同月25日にヒートからウェイブされスカイフォースに合流することとなったが、12月11日に再びツーウェイ契約をヒートと締結した。結局、ルーキーシーズンはヒートの一員として31試合に出場した。2023年7月1日、契約が移行され、ヒートと契約した。

## 個人成績

### NBA

#### レギュラーシーズン
| シーズン | チーム | GP | GS | MPG  | FG%  | 3P%  | FT%  | RPG | APG | SPG | BPG | PPG |
| -------- | ------ | -- | -- | ---- | ---- | ---- | ---- | --- | --- | --- | --- | --- |
| 2022–23  | MIA    | 31 | 1  | 13.7 | .528 | .000 | .710 | 4.1 | .8  | .4  | .4  | 3.7 |
| 2023–24  | MIA    | 36 | 7  | 8.4  | .500 | .533 | .760 | 2.3 | .9  | .2  | .2  | 2.8 |
| 通算     | 通算   | 67 | 8  | 10.9 | .516 | .381 | .732 | 3.1 | .9  | .3  | .3  | 3.2 |

#### プレーオフ
| シーズン | チーム | GP | GS | MPG | FG%  | 3P%  | FT% | RPG | APG | SPG | BPG | PPG |
| -------- | ------ | -- | -- | --- | ---- | ---- | --- | --- | --- | --- | --- | --- |
| 2024     | MIA    | 1  | 0  | 2.5 | .000 | .000 | --- | 1.0 | 1.0 | .0  | .0  | .0  |
| Career   | Career | 1  | 0  | 2.5 | .000 | .000 | --- | 1.0 | 1.0 | .0  | .0  | .0  |

### カレッジ
| シーズン | チーム     | GP | GS | MPG  | FG%  | 3P%  | FT%  | RPG | APG | SPG | BPG | PPG  |
| -------- | ---------- | -- | -- | ---- | ---- | ---- | ---- | --- | --- | --- | --- | ---- |
| 2019–20  | フレズノ校 | 30 | 30 | 27.3 | .492 | .250 | .705 | 6.6 | 1.6 | .8  | 1.0 | 12.2 |
| 2020–21  | フレズノ校 | 24 | 24 | 31.9 | .443 | .333 | .721 | 9.2 | 2.1 | .9  | .8  | 14.6 |
| 2021–22  | フレズノ校 | 36 | 36 | 33.2 | .484 | .352 | .716 | 8.4 | 2.9 | 1.0 | 1.2 | 19.4 |
| 通算     | 通算       | 90 | 90 | 30.9 | .476 | .322 | .714 | 8.0 | 2.2 | .9  | 1.0 | 15.7 |